# Kim Hyun-soo (calciatore marzo 1973)
Kim Hyun-soo (김현수?, 金鉉洙?; 13 marzo 1973) è un allenatore di calcio ed ex calciatore sudcoreano, di ruolo difensore.

## Carriera

### Club
Durante la sua carriera ha giocato con varie squadre di club, tra cui il Seongnam Ilhwa Chunma.

### Nazionale
Conta 3 presenze con la Nazionale sudcoreana.